# La fiera (série télévisée, 1999)
Pour les articles homonymes, voir La fiera.
La fiera est une telenovela chilienne diffusée en 1999 sur TVN.

## Acteurs et personnages

### Acteurs principaux
- Claudia Di Girólamo : Catalina Chamorro "La Fiera"
- Francisco Reyes : Martín Echaurren
- Luis Alarcón : Pedro Chamorro "El Guata e' Sandía"
- Aline Küppenheim : Magdalena Ossandón "La Joyita"
- Juan Falcón : Marco Chamorro
- Ángela Contreras : Fernanda Montes
- Álvaro Morales : Andrés Cárdenas
- Delfina Guzmán : Amelia "Melita" Cox
- Eduardo Barril : Francisco Javier Correa
- Francisca Imboden	: Blanca "Blanquita" Chamorro
- Roxana Campos : Berta Leiva
- José Soza	: Jorge Cereceda "Cereza"
- Consuelo Holzapfel : Gladys de Cereceda
- Alfredo Castro : Ernesto Lizana
- Amparo Noguera : Rosita Espejo
- Francisco Melo : Julio Alvarado "Alvarado Chico"
- Tamara Acosta : Katia Alejandra Cereceda "DJ Katia"
- Pablo Schwarz : Santos Bahamonde
- Luz Jiménez : Mirta Jaramillo
- Óscar Hernández : Rubén Alvarado "Alvarado Grande"
- Carmen Disa Gutiérrez : Asunción Catrilaf
- Sergio Hernández : Narciso Barrientos
- Alessandra Guerzoni : Giulia Simonine
- Erto Pantoja : Humberto Fonseca
- Antonia Zegers : Claudia Ruiz
- Felipe Braun : Tomás Martínez
- Blanca Lewin : Tránsito "Tato" Catrilaf
- Néstor Cantillana	: Carlos "Chalo" Lizana
- Nicolás Saavedra : Ignacio Martínez
- Lorene Prieto : Macarena "Maca" Rodríguez
- Felipe Ríos : Domingo "Chumito" Correa
- Francisca Opazo : Pascuala Hurtado / María José Benavente
- Claudio González : José "Cote" Rivas
- Maité Fernández : Aída Gallegos de Alvarado
- Mireya Véliz : Corita Faùndez
- Ernesto Gutiérrez	: Coñuecar
- Héctor Aguilar : Navarro

### Párticipations spéciales
- Maricarmen Arrigorriaga : Isabel Moreno de Chamorro
- Jael Ünger : María Teresa "Teté" Donoso
- Patricia Rivadeneira : Marta Montt
- Mauricio Pesutic : Rebolledo
- Marcelo Romo : Avocat
- Ximena Vidal : Doctrice
- Mario Gatica

## Diffusion internationale
| Pays       | Chaîne            | Titre    | Série première |
| ---------- | ----------------- | -------- | -------------- |
| Chili      | TVN               | La fiera | 8 mars 1999    |
| Équateur   | Teleamazonas      | La fiera |                |
| États-Unis | Univision Network | La fiera |                |
| Venezuela  | La Tele           | La fiera |                |

### Sources
- (es) Cet article est partiellement ou en totalité issu de l’article de Wikipédia en espagnol intitulé « La fiera (telenovela chilena) » (voir la liste des auteurs).